# Венцеслав
Венцеслав, Вінцеслав — українське і загальнослов'янське чоловіче особове ім'я, що походить від давніх слов'янських слів «вінець», «вінчати» і «слав» — слава. Означає «увінчаний славою». Поширене серед слов'янських народів.

## Відомі носії
- Святий Вацлав — чеський князь з роду Пржемисловичів (924–935/36), святий, який шанується як католиками, так і православними, заступник і небесний оборонець Чехії.
- Венцеслав I — король Богемії з 1230 до 1253 року. Походив з династії Пржемисловичів.